# Andrzej Jaros
Andrzej Jaros (* 19. Juli 1990) ist ein ehemaliger polnischer Sprinter, der sich auf die 400-Meter-Distanz spezialisiert hat. Mit der polnischen 4-mal-400-Meter-Staffel wurde er 2014 in Zürich Vizeeuropameister.

## Sportliche Laufbahn
Erste internationale Erfahrungen sammelte Andrzej Jaros im Jahr 2009, als er bei den Junioreneuropameisterschaften in Novi Sad in 46,75 s die Silbermedaille im 400-Meter-Lauf gewann und mit der polnischen 4-mal-400-Meter-Staffel disqualifiziert wurde. 2014 verhalf er der Staffel bei den Europameisterschaften in Zürich zum Finaleinzug und trug somit zum Gewinn der Silbermedaille bei. 2017 kam er bei der Sommer-Universiade in Taipeh mit der Staffel im Vorlauf nicht ins Ziel und 2021 beendete er seine aktive sportliche Karriere im Alter von 31 Jahren.

## Persönliche Bestzeiten
- 400 Meter: 46,44 s, 30. Juli 2014 in Stettin
  - 400 Meter (Halle): 47,31 s, 22. Februar 2014 in Sopot